# Терме (Медијана)
Терме или римско купатило  биле су састави део виле са перистилом, данас на археолошком локалитету Медијана код Ниша, у којима су римљани која је изузетно поштовала и неговала култ воде, обилато користила благодети топлих и лековитих бањских вода Нишке Бање. За Римљане свих слојева, купање и телесна нега боли су важна делатност у слободно време, па тако и за становнике античке Медијане. Они су за ту намену саградили терме, неку врсту купатила, у којима су свакодневно не само користили топлу и лековиту бањску воду са термалних извора Нишке Бање, већ и водили богат друштвени живот. Терме су настале заједно са вилом са перистилом, као и само насеље (Медијана), на самом крају 3. или почетком 4. века.

## Статус и категорија заштите
Због свог историјског и археолошког значаја Терме на Медијани, као и локалитет на коме се оне налазе је проглашен, 19. децембра 1981. године, за „Културно добро од изузетног значаја“ и под бројем АН 22 уведено је у централни регистар споменика културе у Републици Србији. Као основ за упис у регистар послужило је решење Завода за заштитуту и научно проучавање споменика културе НРС бр.220/49 од 09. фебруара 1949. године.
Надлежни завод који води локални регистар и бригу о овом археолошком локалитету је: Завод за заштиту споменика културе Ниш.

## Положај
Археолошки локалитет терме налази се у склопу археолошког парка Медијана, у нишкој градској општини Медијана,  (као једном од најзанчајнијих градски насеља Наиса), у југоисточном делу Нишке котлине, изван густо насељеног и урбанизованог градског језгра, источно од центра Наиса на око три римске миље. Она је својевремено имала највећу површину мећу насељима у околини Наиса, са великим бројем грађевина, које је одвајао широки међупростор, башта и пољопривредног имања.
Вила са перистилом која је представљала на античкој Медијани главну административно-стамбену зграду, имала је у свом саставу и терме (купатило) које су се налазиле на западној страни сале за аудијенције.

## Изглед
Терме (купатило) које су на Медијани биле у саставу виле са перистилом, биле су повезане са вилом дугачким ходником од перистила са мозаиком, прво са свлачионицом, а затим и осталим  простором за вежбање, односно бављење спортом пре ритуала купања.
Терме је чинио низ међусобно повезаних просторија различите намене, од којих су најзначајније:
- свлачионица (лат. apodyterium),
- вежбаоница (лат. palestra),
- топло купатило (лат. сaldarium), ,
- Археолошки остаци терми на локалитету Медијана.хладно купатило (лат. frigidarium)
- просторија за знојење (лат. sudatorium),
- ложиште (лат. praefurnium), које је било смештено поред просторије за знојење, из кога је струјао између стубића хипокауста топа ваздух и загревао под испод када и просторију за знојење.

Терме које су биле луксузно уређен, на око 1.200 квадратних метара, по својој архитектури, изгледу и опремљености биле су аналогне налазима из Константинове виле опремљене мермерном архитектонском пластиком, мозаиком и врло богато декорисна фрескосликарством.
Како су терме биле мањих димензија, за разлику од оних великух градских јавне намене, ове терме су вероватно служиле само власницима виле и њиховим гостима, који су у њих улазили директно из својих одаја.

## Ритуал у термама
Корисници терме су прво користилу тапидаријум за припрему тела за базене са топлом водом и хладном водом. Затим су тела мазали разним миришљавим уљима и поново се купали. Како је у саставу купатила била просторија за знојење (слична саунуни), масажу и вежбаоницу,  ритуал релаксације купања и вежбања, који је Римљанима био врло значајан трајао је неколико сати.
Становници Медијане у терме су долазиле не само ради купања, вежбања, масаже и одржавања хигијене, већ су у њима водили богат друштвени. Уживајући у обиљу хране и вина они су се у термама међусобно дружили,  склапали послове, па и сексуално задовољавали.